# Rolf Vrolijk

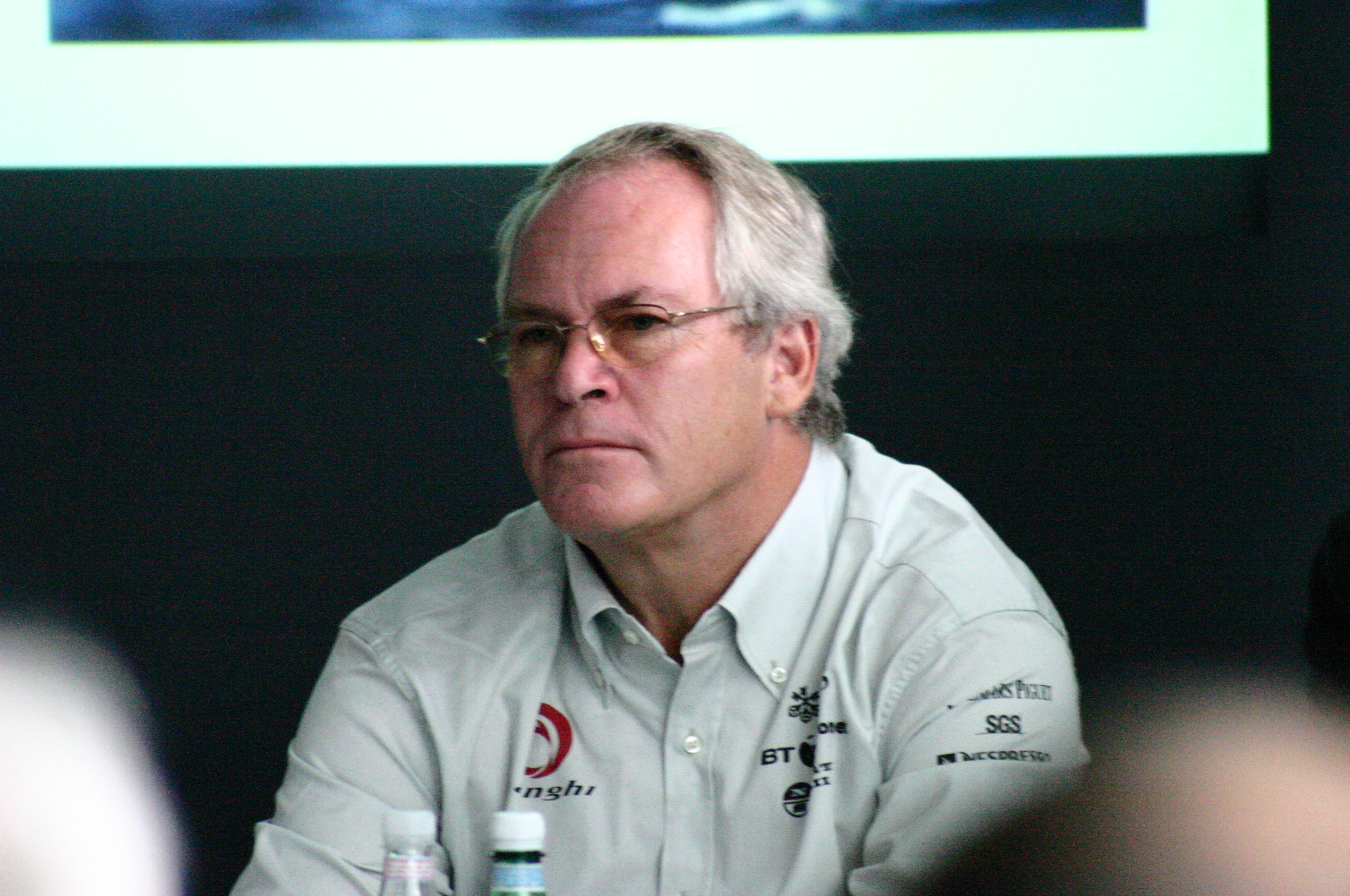
Rolf Vrolijk (2006)

Rolf Vrolijk (* 25. Dezember 1946 in den Niederlanden) ist ein in Hamburg lebender Yachtkonstrukteur.

## Leben
In Bremerhaven betreibt er mit seinem Partner Torsten Conradi das Konstruktionsbüro Judel/Vrolijk & Co. Ferner war Rolf Vrolijk bis 2010 Principle Designer im America’s-Cup-Team Alinghi des Schweizers Ernesto Bertarelli, mit dem er zweimal den America’s Cup gewann (Auckland/NZ – Valencia/ESP) und die Trophäe erstmals nach mehr als 150 Jahren wieder nach Europa zurückholte. Rolf Vrolijk war mit seinem Designteam auch für die Konstruktion des Schweizer Katamarans Alinghi verantwortlich, der im Jahr 2010 nach einem langen Gerichtsstreit in New York gegen das Team Oracle des Softwaremilliardärs Larry Ellison antreten musste und den Pokal im Jahr 2010 verlor.
Ab 2017 arbeitete Rolf Vrolijk für das englische America’s-Cup-Team INEOS des britischen Milliardärs Jim Ratcliffe.
Bekannt wurde er durch die Konstruktion siegreicher Regattayachten beim Admiral’s Cup und vielen internationalen Regatten. Den Durchbruch in der Regattaszene schaffte er mit seinem Team 1980 mit der Yacht Düsselboot. Sein erstes Projekt war eine Yacht für Herbert von Karajan (HELISARA C&C 61 ft), zur damaligen Zeit das größte Serienboot.
Er konstruierte sehr erfolgreiche Regatta-Yachten wie beispielsweise Rubin (Eigner: Hans-Otto Schümann), Platoon (Weltmeister 2017, 2019 und 2023, Eigner Harm Müller-Spreer), Pinta (Eigner: Willi Illbruck) und später dann auch Bribon (Eigner: König Juan Carlos de Borbon), Prada (Eigner: Patrizio Bertelli) und Container (Eigner: Udo Schütz). Daneben entwirft das Büro Judel/Vrolijk, das Vrolijk zusammen mit Friedrich Judel aufbaute, auch Segel- und Motoryachten für jedermann, die sich insbesondere durch eine sportliche Auslegung von anderen Yachten unterscheiden. Die Großserienwerft Hanse Yachts lässt die meisten ihrer Designs bei Judel/Vrolijk ausarbeiten. Es besteht eine enge Zusammenarbeit mit Wally Yachts und Feretti.
Rolf Vrolijk wurde am 29. Oktober 2020 in die Hall of Fame des America’s Cups aufgenommen.

## Weblinks

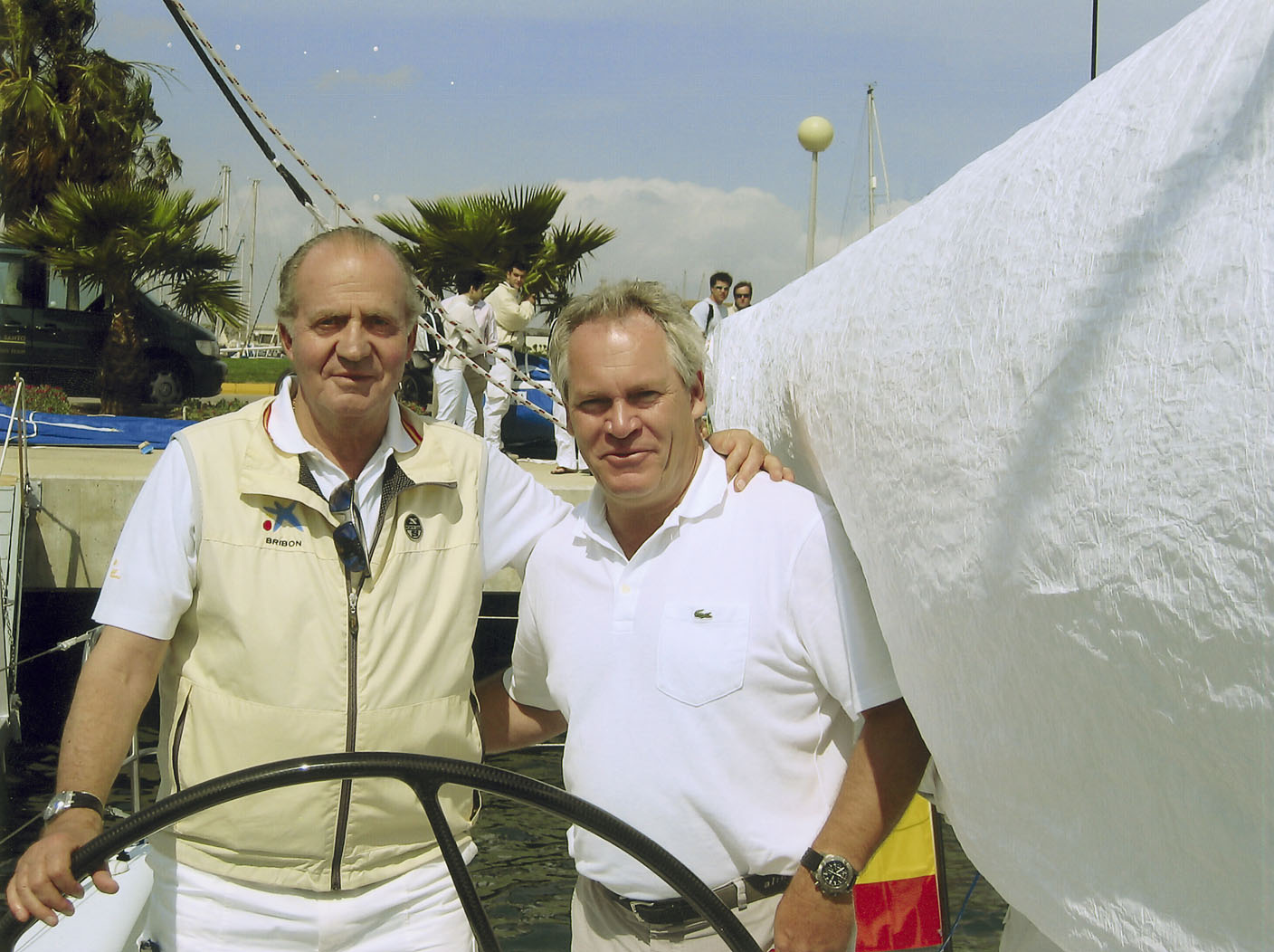
Juan Carlos I. und Rolf Vrolijk